# Astyanax bourgeti
Astyanax bourgeti är en fiskart som beskrevs av Eigenmann, 1908. Astyanax bourgeti ingår i släktet Astyanax och familjen Characidae. Inga underarter finns listade.